# Nouvelle 6e armée
Pour les articles homonymes, voir 6e armée.
La nouvelle 6e armée est une unité militaire chinoise impliquée dans la campagne de Birmanie de la Seconde Guerre mondiale, et plus tard, la guerre civile chinoise.
Ils opéraient dans les État shan et dans l'État Karen de la Birmanie orientale. Le général et commandant suprême de la nouvelle 6e armée était Liao Yaoxiang.
La nouvelle 6e armée faisait partie des cinq premières unités de crack nationalistes (les quatre autres comprenaient la nouvelle 1re armée, la 11e division réorganisée (de la taille de l'armée, anciennement connue sous le nom de 18e armée et plus tard revenue à sa désignation d'origine), la 74e division réorganisée (de la taille de l'armée, anciennement connue sous le nom de 74e armée) et la 5e armée.

## Faits notables
- Le 23 avril 1942, la 6e armée est impliquée dans des escarmouches avec les forces japonaises et est forcée de se retirer de Taunggyi, vers la province du Yunnan. Deux jours plus tard, ils repoussèrent les Japonais, reprenant ainsi le territoire perdu.
- Le 31 mars 1945, la 36e division britannique et des unités de la 6e armée chinoise capturèrent Kyaukme, au nord-ouest de Mandalay. Une quinzaine de jours auparavant, la 6e armée prenait le contrôle de Hsipaw, à 80 kilomètres au sud-ouest de Lashio.
- Le soutien médical mobile du commandement était assuré par une unité affectée par la Grande-Bretagne ; l'un des membres notables de l'unité était le « Burma Surgeon » — Gordon Seagrave.
- Le commandement a travaillé avec l'USAFCT (US Army Forces, China Theatre) pour redéployer plus de 2 200 animaux (y compris des chevaux et des mulets) par transport aérien de la Birmanie à Chan-i. L'opération fut mis en œuvre en janvier 1945. En avril de la même année, ces animaux furent transportés par avion de Chan-i à Chih-chiang.
- L'un des officiers de liaison de l'armée américaine, Desmond Fitzgerald, a par la suite mené une carrière remarquable dans la CIA, notamment dans la tentative d'assassinat de Fidel Castro.